# Barrage de Beyler
Le barrage de Beyler (en turc Beyler barajı) est un barrage en Turquie.

## Sources
- (en) www.dsi.gov.tr/tricold/beyler.htm Site de l'agence gouvernementale turque des travaux hydrauliques